# Pastelurile lui Vasile Alecsandri
Opera lui Vasile Alecsandri (1818-1890) cuprinde atât poezie, proză cât și teatru. Pastelul este specia lirică descriptivă în versuri în care sunt înfățisate un tablou din natură, o priveliște, un fenomen al naturii, aspecte din viața plantelor sau a animalelor, în strânsă legatură cu care autorul își exprimă și propriile sentimente. Viziunea asupra naturii din Pasteluri impresionează prin minuțiozitatea descrierii, prin detaliu pitoresc, prin participarea la stările afective ale poetului.
În 1867 poetul a început să scrie și să publice în Convorbiri literare pastelurile sale, activitate pe care o va desfășura mai pe larg după 1868. Pastelurile constituie partea cea mai durabilă a liricii lui Vasile Alecsandri, impresionând prin sinceritatea trăirii sentimentului naturii și prin virtuțile expresiei poetice.
Vasile Alecsandri a scris poezii închinate tuturor anotimpurilor, dar, cele mai multe și, poate , cele mai bine realizate, sunt cele dedicate iernii. Pastelurile închinate iernii oferă o viziune de ansamblu asupra anotimpului rece: instalarea treptată a iernii, prin ninsori abundente, cu frig pătrunzător, dar și cu zile însorite, ajungându-se în Mezul iernei și pînă la primele semne ale primăverii.
Din ciclul Pastelurilor fac parte creațiile:
- Serile la Mircești
- Sfârșit de toamnă
- Iarna
- Gerul
- Viscolul
- Sania
- Miezul iernei
- La gura sobei
- Bradul
- Sfârșitul iernei
- Oaspeții primăverii
- Cucoarele
- Noaptea
- Dimineața
- Tunetul
- Floriile
- Paștele
- Plugurile
- Sămănătorii
- Rodica
- Lunca din Mircești
- Malul Siretului
- Flori de nufăr
- Concertul în luncă
- Vânătorul
- Puntea
- Balta
- Fântâna
- Secerișul
- Cositul
- Calea-robilor
- Bărăganul

1. 1 2  Bărboi, Constanța (2007). Vasile Alecsandri: pagini alese, comentarii literare, sinteze, rezumate, noțiuni de teorie literară, personaje literare, aprecieri critice, teste de evaluare. Universitară. p. 244-245.